# Hydractinia vallini
Hydractinia vallini is een hydroïdpoliep uit de familie Hydractiniidae. De poliep komt uit het geslacht Hydractinia. Hydractinia vallini werd in 1926 voor het eerst wetenschappelijk beschreven door Jäderholm. 